# Izlasci
Izlasci este un sat din comuna Kolašin, Muntenegru. Conform datelor de la recensământul din 2003, localitatea are 33 de locuitori (la recensământul din 1991 erau 2 locuitori).

## Demografie
În satul Izlasci locuiesc 22 de persoane adulte, iar vârsta medie a populației este de 31,9 de ani (29,0 la bărbați și 34,3 la femei). În localitate sunt 6 gospodării, iar numărul mediu de membri în gospodărie este de 5,50.
Populația localității este foarte eterogenă.
|  |

| Demografie | Demografie | Demografie |
| An         | Locuitori  | Locuitori  |
| ---------- | ---------- | ---------- |
|            |            |            |
|            |            |            |
|            |            |            |
|            |            |            |
| 1948       | 70         |            |
| 1953       | 68         |            |
| 1961       | 39         |            |
| 1971       | 24         |            |
| 1981       | 21         |            |
| 1991       | 2          | 2          |
| 2003       | 33         | 33         |

| \| Componența etnică conform recensământului din 2003[2] \| Componența etnică conform recensământului din 2003[2] \| Componența etnică conform recensământului din 2003[2] \| Componența etnică conform recensământului din 2003[2] \| Componența etnică conform recensământului din 2003[2] \| \| ----------------------------------------------------- \| ----------------------------------------------------- \| ----------------------------------------------------- \| ----------------------------------------------------- \| ----------------------------------------------------- \| \| \| \| \| \| \| \| Sârbi \| Sârbi \| \| 16 \| 48,48% \| \| Muntenegreni \| Muntenegreni \| \| 11 \| 33,33% \| \| necunoscută \| necunoscută \| \| 0 \| 0% \| |              |  |    |        |
| Componența etnică conform recensământului din 2003 |              |  |    |        |
| |              |  |    |        |
| Sârbi | Sârbi        |  | 16 | 48,48% |
| Muntenegreni | Muntenegreni |  | 11 | 33,33% |
| necunoscută | necunoscută  |  | 0  | 0%     |